# Wilfrid Sellars
Wilfrid Stalker Sellars (Ann Arbor, 20 maggio 1912 – Pittsburgh, 2 luglio 1989) è stato un filosofo statunitense.

## Biografia
Wilfrid Sellars nacque in Michigan il 20 maggio 1912, suo padre era il filosofo Roy Wood Sellars. Studiò all'Università del Michigan, all'Università di Buffalo e ad Oxford. Durante il secondo conflitto mondiale fu impiegato nell'intelligence militare. Più tardi insegnò filosofia all'Università del Minnesota, a Yale, e a Pittsburgh, dove divenne una figura fondamentale per la cosiddetta "scuola di Pittsburgh", composta in particolare da Robert Brandom, John McDowell, e John Haugeland.

## Pensiero
È considerato uno dei più grandi filosofi americani del dopoguerra. I suoi contributi principali sono in filosofia della mente, del linguaggio e della scienza. Si distingue da molti filosofi "analitici" per il suo interesse per la storia della filosofia e per la sua concezione sistematica della filosofia. Fu studente di Marvin Farber, allievo di Edmund Husserl, e tramite lui fu influenzato dalla fenomenologia:
(W. Sellars Autobiographical reflections)
La sua opera più conosciuta è probabilmente il saggio del 1956 Empirismo e filosofia della mente, pubblicato in italiano, con introduzione di Richard Rorty, da Einaudi (2004) in cui attacca quello che chiama "Mito del dato" (The myth of the given).

### Opere (in inglese)
- Pure Pragmatics and Possible Worlds-The Early Essays of Wilfrid Sellars, [PPPW], ed. by Jeffrey F. Sicha, (Ridgeview Publishing Co; Atascadero, CA; 1980).
- Science, Perception and Reality, [SPR], (Routledge & Kegan Paul Ltd; London, and The Humanities Press: New York; 1963).
- Philosophical Perspectives, [PP], (Charles C. Thomas: Springfield, IL; 1967). Reprinted in two volumes, Philosophical Perspectives: History of Philosophy and Philosophical Perspective: Metaphysics and Epistemology, (Ridgeview Publishing Co.; Atascadero, CA; 1977).
- Science and Metaphysics: Variations on Kantian Themes. [S&M], (Routledge & Kegan Paul Ltd; London, and The Humanities Press; New York; 1968). The 1966 John Locke Lectures. [Reissued in 1992 by Ridgeview Publishing Co., Atascadero, CA.
- Essays in Philosophy and Its History, [EPH], (D. Reidel Publishing Co.; Dordrecht, Holland; 1975).
- Naturalism and Ontology, [N&O], (Ridgeview Publishing Co.; Atascadero, CA: 1979).
- The Metaphysics of Epistemology: Lectures by Wilfrid Sellars, edited by Pedro Amaral, (Ridgeview Publishing Co.; Atascadero, CA; 1989).
- Empiricism and the Philosophy of Mind [EPM*], edited by Robert Brandom, (Harvard University Press.; Cambridge, MA; 1997).
- Kant and Pre-Kantian Themes: Lectures by Wilfrid Sellars, edited by Pedro Amaral, (Ridgeview Publishing Co.; Atascadero, CA: 2002).
- Kant's Transcendental Metaphysics: Sellars' Cassirer Lecture Notes and Other Essays, edited by Jeffrey F. Sicha, (Ridgeview Publishing Co.; Atascadero, CA: 2002).

### Opere (in italiano)
- Empirismo e filosofia della mente, Torino, Einaudi, 2004. ISBN 8806162276
- La filosofia e l'immagine scientifica dell'uomo, Roma, Armando, 2007.
- L'immagine scientifica e l'immagine manifesta, Pisa, ETS, 2013.

### Letteratura secondaria
- Willem A. De Vries, Wilfrid Sellars, Chesham : Acumen, 2005. ISBN 1-84465-038-3
- John McDowell, Having the world in view : essays on Kant, Hegel, and Sellars, London, Hardward University Press, 2009. ISBN 978-0-674-03165-4
- Chauncey C. Maher, The Pittsburgh school of philosophy: Sellars, McDowell, Brandom, London, Routledge, 2012. ISBN 978-0-203-09750-2
- Luca Corti, Ritratti hegeliani, Roma, Carocci, 2014. ISBN 978-88-430-7148-7